# Trimusculidae
Trimusculidae zijn een familie van weekdieren uit de klasse van de Gastropoda (slakken).

## Taxonomie
De volgende taxa zijn bij de familie ingedeeld:
- Trimusculus F. C. Schmidt, 1818

### Synoniemen
- Clypeus Scacchi, 1833 => Trimusculus F. C. Schmidt, 1818
- Gadinalea Iredale, 1940 => Trimusculus F. C. Schmidt, 1818
- Gadinia Gray, 1824 => Trimusculus F. C. Schmidt, 1818
- Mouretia G. B. Sowerby I, 1835 => Trimusculus F. C. Schmidt, 1818
- Rowellia Carpenter, 1864 => Trimusculus F. C. Schmidt, 1818
- Trimusculinae J. Q. Burch, 1945 (1840) => Trimusculidae J. Q. Burch, 1945 (1840)